# Flattement
Unter Flattement versteht man in der Musik eine barocke Spielpraxis, die insbesondere in Frankreich auf der Traversflöte, aber auch anderen Instrumenten angewandt wurde. Im Deutschen wird sie teilweise auch als Fingervibrato bezeichnet. Erstmals beschrieben wurde sie von Jacques Martin Hotteterre in seinen 1707 veröffentlichten Principes de la flûte traversière. 
Beim Flattement wird auf langen Haltetönen eine Art Triller mit einem tieferen Nachbarton gespielt, wobei das Intervall jedoch weniger als einen Halbton beträgt. Dies wird dadurch erreicht, dass ein Finger mit rascher Wiederholung ein Griffloch bzw. eine Ringklappe des Blasinstruments nur teilweise schließt. Es entsteht eine ähnliche „Tonbebung“ wie beim Vibrato, in diesem Fall aber nicht durch Druckschwankungen in der eingeblasenen Luft, sondern durch eine besondere Grifftechnik. 
Während die Tonhöhe bei einem normalen Vibrato wellenförmig um den eigentlich richtigen Wert herum schwankt, wechselt sich beim Flattement der richtige Ton in schneller Folge mit einem etwas tieferen Ton ab, die Tonhöhe weicht also nur periodisch „nach unten“ ab. Die Tonhöhe kann beim Flattement durch ein etwas stärkeres Anblasen nach oben korrigiert werden, das abrupte Abwechseln der beiden Tonhöhen kann jedoch nicht kaschiert werden. Insgesamt wirkt aus diesen Gründen ein normales Vibrato, das bei Blasinstrumenten gewöhnlich mit dem Zwerchfell gesteuert wird, harmonischer als das beim Flattement entstehende Vibrato.